# 1140
1140 (MCXL) fue un año bisiesto comenzado en lunes del calendario juliano.

## Acontecimientos
- Comienzos de la arquitectura Gótica, por parte del Abad Suger

## Nacimientos
- Adela de Champaña, reina de Francia.
- Riquilda de Polonia, esposa de Alfonso VII.
- 28 de mayo - Xin Qiji, escritor chino de la dinastía Song.

## Fallecimientos
- Pedro Alfonso. Escritor, teólogo y astrónomo español.
- Toba no Sōjō, dibujante japonés.
- 14 de febrero - León I, señor de la Cilicia armenia.